# 18664 Rafaelta
18664 Rafaelta este un asteroid din centura principală de asteroizi.

## Descriere
18664 Rafaelta este un asteroid din centura principală de asteroizi. A fost descoperit pe 20 martie 1998 la Socorro, New Mexico, în cadrul proiectului LINEAR. Asteroidul prezintă o orbită caracterizată de o semiaxă mare de 2,97 ua, o excentricitate de 0,12 și o înclinație de 1,1° în raport cu ecliptica.